# Scatman John
John Paul Larkin (El Monte, California, 13 de marzo de 1942-Los Ángeles, California, 3 de diciembre de 1999), más conocido como Scatman John o simplemente Scatman, fue un rapero, cantante y compositor estadounidense. Su canción «Scatman (Ski-Ba-Bop-Ba-Dop-Bop)» fue un éxito a nivel mundial. Como a él le gustaba decir, su carrera hacia el éxito fue un proceso de «convertir mi mayor problema en mi mayor cualidad», pues Scatman John era tartamudo.
Recibió 14 discos de oro y 18 de platino por sus álbumes y sencillos. Asimismo, recibió el «premio Annie Glenn» por su servicio a la comunidad de tartamudos y fue incluido en el Salón de la Fama de la Stuttering Association. En 2019, "Scatman's World" tuvo un resurgimiento después de convertirse en un meme de Internet.

## Biografía
Larkin nació en El Monte (California). Cuando aprendió a hablar, tenía un tartamudeo severo, lo que contribuyó a su infancia emocionalmente traumática. Incluso en la cima de su éxito en 1995, los periodistas afirmaban que durante las entrevistas difícilmente terminaba una frase sin repetir la última sílaba seis o siete veces. A los doce años, comenzó a aprender a tocar el piano y dos años más tarde se familiarizó con el arte del canto scat a través de discos de Ella Fitzgerald y Louis Armstrong, entre otros. El piano supuso para él un medio de expresión artística para compensar sus dificultades para hablar, y "se escondió detrás del piano porque tenía miedo de hablar".
En los años 70 y 80 se convirtió en un pianista profesional de jazz, tocando varias piezas en diversos clubes alrededor de Los Ángeles. Durante esta época de apasionado interés por el mundo del arte, en la que devoró obras y ensayos de Theodor Adorno y especialmente Michel Foucault, adoptó su característica apariencia, compuesta de traje, corbata y bombín, claramente inspirada en su admirado artista surrealista René Magritte. Fue tal la influencia que el pintor belga ejerció en él, que su propósito musical no fue otro que adaptar los fundamentos estéticos del surrealismo a la música popular. En 1986 lanzó su primer álbum, al que llamó John Larkin con el sello discográfico Transition Label. Este álbum fue producido por el propio John, junto con Marcia Larkin. Contó con la participación de Joe Farrell en el saxofón. Las copias de dicho álbum son, hoy en día, extremadamente raras. Sin embargo él afirmaba tener miles de ellas desparramadas en el cuarto de baño de su casa.
Por aquellos tiempos el alcoholismo y la drogadicción comenzaban a dinamitar su vida. Cuando su amigo, el músico Joe Farrell, quien también tenía un problema con las drogas, murió en 1986, Larkin decidió vencer sus adicciones. Lo consiguió tiempo después con la ayuda de su nueva mujer Judy. Tienes talento, le dijo ella. Voy a hacer algo grande de ti.

## Trayectoria
Su primera actuación conocida en un álbum de estudio fue en 1981 en el álbum Animal Sounds de Sam Phipps . En 1986, lanzó el álbum homónimo John Larkin en el sello Transition. Este álbum fue producido por el propio John, junto con Marcia Larkin. Contó con la participación de Joe Farrell en el saxofón.[cita requerida]

### De John Paul Larkin a «Scatman John»
En 1990, Larkin se mudó a Berlín para continuar con su carrera musical. Siguió tocando como pianista de jazz en clubes por toda Alemania. Allí fue donde decidió añadir letra a sus piezas musicales por primera vez, inspirado por la ovación que recibió tras tocar On the Sunny Side of the Street, en el Café Moscow en Berlín. Poco después, su agente Manfred Zähringer de Iceberg Records (Dinamarca) le sugirió combinar el scat con la música disco y el hip hop, una idea de la que Larkin era escéptico pero a la que BMG Hamburg fue receptiva.
Larkin estaba asustado principalmente de que los oyentes se dieran cuenta de que tartamudeaba, por lo que Judy le sugirió que hablara abiertamente de ello en sus canciones. Trabajando con los productores de música dance Ingo Kays y Tony Catania, Larkin grabó su primer sencillo: Scatman (Ski-Ba-Bop-Ba-Dop-Bop), una canción que pretendía animar a los niños que sufrían de tartamudez a superar la adversidad. Larkin adoptó el nombre artístico de «Scatman» John.
En 1995, a los 53 años de edad, se convirtió en una estrella mundial. Las ventas de su sencillo fueron bajas al principio, pero gradualmente fueron aumentando hasta alcanzar el 1.º puesto en prácticamente todos los países europeos donde fue lanzado, vendiendo más de 6 millones de copias en todo el mundo. Scatman (Ski-Ba-Bop-Ba-Dop-Bop) es todavía su mayor éxito en ventas y su mejor canción hasta la fecha, y ha permanecido varias semanas en el Top 10 de sencillos en el Reino Unido. Posteriormente continuó con el sencillo Scatman's World, con el que entró en el Top 10 de Reino Unido con menos éxito que su primer sencillo, pero vendió 1 millón de copias y alcanzó puestos elevados en toda Europa.
Siguiendo los éxitos de estos dos sencillos, lanzó su álbum debut Scatman's World. Vendió 3 millones de copias y batió el récord mundial como álbum vendido en el mayor número de países, incluida su Alemania natal, así como en Suiza, Finlandia y Noruega, y el álbum finalmente vendió millones de copias en todo el mundo,  y se volvió tan popular que un diseño de Scatman John apareció en las latas de Coca-Cola. Scatman John comenzó un tour de conciertos promocionales por Europa y Asia. En una aparición que hizo en España, mencionó "los jóvenes gritaron durante 5 minutos seguidos, no podía comenzar la canción".

### Everybody Jam!
En 1996, John lanzó dos sencillos exclusivos en Japón y dos para el mercado internacional. Uno de ellos sería "Everybody Jam!", donde se hizo un homenaje a Louis Armstrong, a quien John consideraba como uno de sus maestros de scat y jazz.[cita requerida]
El segundo álbum de Scatman John, Everybody Jam! (originalmente llamado Journey Of Fantasy), se lanzó en 1996. Como nunca antes, el álbum Everybody Jam! tuvo un éxito sin precedentes en Japón, donde obtuvo repercusión a una escala mayor que en ningún otro lugar del mundo.[cita requerida]
La versión japonesa de Everybody Jam! incluyó un total de cinco pistas extra, como las canciones Su Su Su Super キレイ y PriPri Scat, que fueron solicitadas para anuncios de empresas japonesas de cosméticos y budines. La franquicia de Ultraman llegó a lanzar un sencillo, "Scatultraman", cuya carátula representa a Ultraman con un sombrero y un bigote. El álbum alcanzó el puesto número 45 en Suiza.
Después de 1996, John bajó su nivel de producción para tomarse un breve descanso, aunque siguió dando conciertos en todo el mundo, cantando generalmente sus dos canciones principales («Scatman (Ski-Ba-Bop-Ba-Dop-Bop)» y «Scatman's World»).
En 1998, Scatman John lanzó un nuevo sencillo llamado "Scatmambo (Patricia)". Éste sencillo tuvo un estilo latino, influido por la composición de Pérez Prado "Patricia".
A finales del año, se le detectó a John un cáncer de pulmón, por lo que tuvo que tomar medidas médicas para su tratamiento.[cita requerida]
Para 1999, John Larkin lanzó los sencillos que formarían parte de su último álbum, Take Your Time.[cita requerida]
En las canciones de su último álbum fue notoria la ausencia de energía que solía tener en sus primeros dos álbumes, y hubo un aumento de voces femeninas, esto debido a la voz frágil causada por su enfermedad. No se realizó ninguno de los videos musicales ni las giras planeadas para este álbum, debido al estado de salud que presentaba John.[cita requerida]
Mantuvo conexión con fanáticos a través de su página web hasta el día de su muerte.[cita requerida]

## Enfermedad y muerte
A finales de 1998, a Larkin le diagnosticaron cáncer de pulmón. En junio de 1999, lanzó su tercer y último álbum como Scatman John, Take Your Time . Poco después, fue enviado a tratamiento intensivo. Larkin murió en su casa de Los Ángeles el 3 de diciembre de 1999, a la edad de 57 años.  Fue incinerado y sus cenizas fueron esparcidas en el mar frente a la costa de Malibú (California), dos años después. Estuvo casado con Judy McHugh Larkin, quien murió en 2023.

## Biografías
En el 2022, 23 años después de su muerte, Jeff Chi escribió e ilustró Who's The Scatman?, una biografía en forma de cómic publicada en alemán que detalla el ascenso a la fama y la carrera de Larkin, así como su recuperación de la adicción a las drogas y al alcohol. Para recopilar detalles sobre la vida de Larkin, Chi realizó videochats con quienes conocieron a Larkin durante sus días de jazz y su fase de eurodance, incluido el mánager de John, Manfred Zähringer, los productores de sus exitosos sencillos y álbumes y músicos que lo conocieron durante su carrera.
En marzo del 2023, The Hollywood Reporter anunció una película biográfica sobre la vida de John. Los derechos de la historia de vida fueron otorgados por su patrimonio y la película contará con un acceso incomparable a toda la biblioteca de Scatman, así como a videos domésticos privados inéditos.
En septiembre de 2024, se anunció oficialmente una biografía autorizada sobre la vida de John escrita por Gina Waggott para su lanzamiento a fines del 2025 o principios del 2026. Está previsto que se publique bajo la dirección de Bloomsbury Publishing. Más de la mitad del libro contendrá detalles sobre Larkin y su vida que nunca antes se habían hecho públicos.

## Discografía

### Álbumes de estudio Malibú (California)
- John Larkin (1986)
- Scatman's World (1995)
- Scat Paradise (EP, 1995)
- Everybody Jam! (1996)
- Take Your Time (1999)
- Listen to the Scatman (póstumo, 2001)

### Compilaciones
- The Best of Scatman John (2002)

### Sencillos
- «Scatman (Ski-Ba-Bop-Ba-Dop-Bop)» (1994)
- «Scatman's World» (1995)
- «Song of Scatland» (1995)
- «Only You» (exclusivo de Japón, 1995)
- «Su Su Su Super Kirei» (exclusivo de Japón) (1996)
- «Pripri Scat» (exclusivo de Japón) (1996)
- «Everybody Jam!» (1996)
- «Let It Go» (1996)
- «Scatmambo» (1998)
- «The Chickadee Song» (exclusivo de Japón, 1999)
- «Take Your Time» (1999)
- «Ichi Ni San... Go!» (1999)
- «Scatman & Hatman» (con Lou Bega) (lanzamiento póstumo, 2019)